# Cantonul Saint-Jean-Soleymieux
Cantonul Saint-Jean-Soleymieux este un canton din arondismentul Montbrison, departamentul Loire, regiunea Rhône-Alpes, Franța.

## Comune
| Comune                    | Populație (1999) | Cod poștal | Cod INSEE |
| ------------------------- | ---------------- | ---------- | --------- |
| Boisset-Saint-Priest      | 880              | 42560      | 42021     |
| La Chapelle-en-Lafaye     | 108              | 42380      | 42050     |
| Chazelles-sur-Lavieu      | 177              | 42560      | 42058     |
| Chenereilles              | 312              | 42560      | 42060     |
| Gumières                  | 253              | 42560      | 42107     |
| Lavieu                    | 77               | 42560      | 42117     |
| Luriecq                   | 766              | 42380      | 42126     |
| Margerie-Chantagret       | 510              | 42560      | 42137     |
| Marols                    | 331              | 42560      | 42140     |
| Montarcher                | 75               | 42380      | 42146     |
| Saint-Georges-Haute-Ville | 1 122            | 42610      | 42228     |
| Saint-Jean-Soleymieux     | 726              | 42560      | 42240     |
| Soleymieux                | 470              | 42560      | 42301     |